# لشنو دولنه
لشنو دولنه (به لهستانی: Leszno Dolne) یک روستا در لهستان است که در گمینا شپروتاوا واقع شده‌است.
 لشنو دولنه  ۳۲۰ نفر جمعیت دارد.